# Hatake Kakashi
Hatake Kakashi, (はたけカカシ Hatake Kakashi) is een personage uit de anime en manga Naruto. De achternaam Hatake betekent "akkerland" en de voornaam Kakashi betekent "vogelverschrikker".

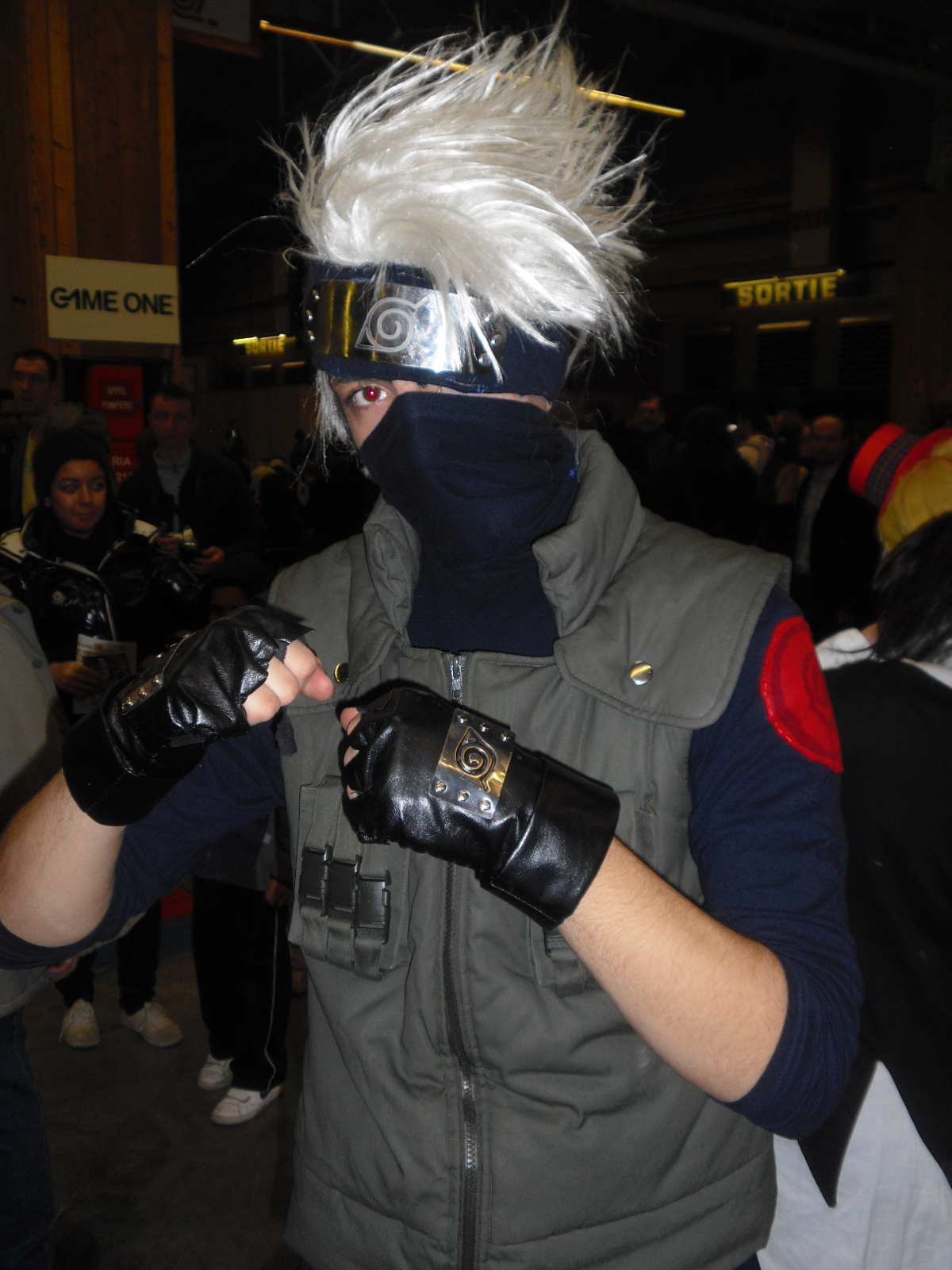
Cosplay van Kakashi Hatake

## Copy Ninja Kakashi
Kakashi is de leider van team 7 dat uit Uzumaki Naruto, Uchiha Sasuke en Haruno Sakura bestaat. In de wereld van Naruto staat hij ook wel bekend als "Copy Ninja Kakashi". Dit komt doordat Kakashi in zijn ene oog de Sharingan heeft. De Sharingan is een "advanced bloodline" waarmee onder meer jutsu's (technieken) gekopieerd kunnen worden. Dankzij deze techniek heeft Kakashi al meer dan 1000 jutsu's van andere ninja's gekopieerd (vandaar zijn bijnaam).
Toen Kakashi nog jong was (13 jaar) stierf zijn beste vriend en teamgenoot Uchiha Obito tijdens een belangrijke missie.
Vlak voor Obito stierf, verloor Kakashi zijn oog. Vlak voor het moment dat Obito stierf, besefte hij dat hij Kakashi nog geen cadeau had gegeven voor diens promotie tot jounin. Hierop liet hij Rin, een medische ninja en tevens het 3e teamlid, zijn Sharingan oog overplaatsen naar Kakashi.
Sindsdien kan Kakashi de Raikiri/Chidori jutsu perfect uitvoeren.

## Geschiedenis
Kakashi is altijd te laat en lijkt onbetrouwbaar, maar desondanks is Kakashi een uitzonderlijk bekwame ninja. Hij slaagde voor de ninja-academie op zijn 5e jaar en toen hij 6 was werd hij al chuunin totdat hij rond z'n 13e levensjaar ook de rang jounin bereikte. Zijn vader Hatake Sakumo stond bekend als de "White Fang" van Konoha en was net als de legendarische sannin een geniale ninja.
Kakashi zat toen hij klein was met Rin en Obito in een geninteam. Zijn leraar was de vierde Hokage. Rin werd een medische ninja en Obito ging op die bewuste dag dood, maar later raakte ook Rin zoek tijdens het gevecht met de Kyuubi. Kakashi bezoekt nog steeds het monument waar de namen van zijn beste vrienden staat elke dag. Hoewel Kakashi geen Uchiha is heeft hij de Sharingan toch verder kunnen evolueren, maar zijn lichaam is niet dat van een Uchiha, dus hij raakt snel moe bij overmatig gebruik van de Sharingan.
Team 7 is het eerste team dat slaagt voor de test om genin te worden bij Kakashi. De studenten moeten bij deze test twee belletjes te pakken zien te krijgen die Kakashi vasthoudt. Dit lijkt makkelijker dan het is, maar uiteindelijk komen de drie achter het werkelijke doel van de test en slagen ze alle drie. Deze test werd ook door de 3e hokage gebruikt toen hij de begon met het trainen van de nu legendarische sannin.

## Kakashi en Team 7
De tegenstrijdige eigenschappen van Team 7, Naruto's impulsieve gedrag, Sakura's verliefdheid op Sasuke en Sasukes arrogante gedrag leidden tot een slechte samenwerking. Waardoor ze in eerste instantie de training met de belletjes verloren. Maar nadat ze een tweede kans hadden gekregen zagen ze in dat de oplossing voor het probleem samenwerking was en slaagde ze alsnog.
De eerste echte training die je in de anime zag was het "boom-lopen". Hierbij moesten ze door het concentreren van chakra in de voeten tegen een boom oplopen en zo de zwaartekracht trotseren. Hiervan leerde ze het belang van chakra concentratie. De enige die dit goed lukte was Sakura, maar uiteindelijk kwamen ook Naruto en Sasuke tot de top.
Kakashi gaf toestemming aan de drie om ze mee te laten doen met het Chuunin Examen hoewel sommige mensen erop tegen waren. Kakashi zag dat ze potentie hadden en ze slaagde dan ook zonder al te veel problemen voor de eerste ronde, een schriftelijke en mentale test. In de tweede test wordt het heel even moeilijk doordat de sannin en missing-nin Orochimaru achter Sasuke aanzit en hem een curse seal geeft. Toch slagen ze ook voor de tweede ronde, maar omdat te veel mensen de tweede ronde hadden gehaald moeten er voor de derde ronde eerst voorrondes worden gehouden. Hiervoor slagen Sasuke en Naruto, maar de wedstrijd van Sakura eindigde in een gelijkspel tegen Ino.
Kakashi heeft door dat Sasuke goed is in genjutsu. Hij traint Sasuke voor de finales en laat Naruto door Ebisu en later Jiraiya trainen. Tijdens zijn training van Sasuke leert hij Sasuke chidori om zijn belangrijke mensen te beschermen.
Nadat Sasuke naar Orochimaru is vertrokken laat hij Naruto door Jiraiya (een van de legendary sannins) trainen en Sakura door de 5e Hokage Tsunade. Na de tijdsprong van 2,5 jaar doet hij met Sakura en Naruto weer de belletjes test en ze krijgen allebei een belletje te pakken door in te spelen op Kakashi's perverse verslaving aan Make-Out Paradise boekjes.

## Kakashi's jutsu's
Kakashi is gebalanceerd tussen Ninjutsu, Genjutsu en Taijutsu, wat ook te zien is in het overlevingsexamen. Kakashi is een voormalig ANBU-lid en dit is terug te zien in veel van zijn jutsu's. Bij zijn Kuchiyose No Jutsu (Summoning Technique) heeft hij een bloedcontract met ninja honden. Dit is onder andere te zien in het gevecht met Zabuza en de pratende hond Pakkun is een van deze zogenoemde nin-dogs. Ze kunnen zowel voor gevechten als om iemand op te sporen gebruikt worden.
Ondanks zijn vele jutsu's die hij in de loop van de jaren gekopieerd heeft, heeft hij maar één originele jutsu, de Chidori of Raikiri. Bij de Chidori concentreert hij zoveel chakra in zijn hand tot de chakra zichtbaar wordt. Met hoge snelheid kan deze jutsu door alles heen snijden en is deze perfect als liquidatietechniek. Het geluid van de Chidori lijkt op dat van 1000 tsjirpende vogeltjes en dat is ook wat de naam Chidori betekent (Chidori = duizend vogels). Doordat de jutsu hoge snelheid nodig heeft en om tegenaanvallen van de tegenstander te voorkomen, is de sharingan nodig om effectief te zijn. Hij ontwikkelde deze jutsu al voordat hij de sharingan bezat en toen hij de jutsu op een tegenstander wilde uitvoeren werd de tegenaanval hem bijna fataal en raakte hij gewond aan zijn rechterschouder. Hierdoor verbood zijn leraar, de 4e Hokage hem de Chidori nog een keer te gebruiken. Na het krijgen van de Sharingan kon hij hem wel perfect gebruiken en doet dat nog steeds. Kakashi heeft met de chidori ook een keer door bliksem heengesneden en daarom heeft de jutsu ook wel de bijnaam Raikiri (Raikiri = bliksemrand). Niet iedereen kan Chidori of Raikiri uitvoeren, want je moet er een bepaald "Element Chakra" (water, aarde, vuur, wind, bliksem) voor bezitten, namelijk bliksem.
Overigens is de Raikiri ook een mythisch zwaard dat door alles heen zou kunnen snijden (in manga en anime wordt het wel vaker gebruikt, zoals de manga; Hitome no Catoblepas).
Een andere beroemde (satirische) jutsu is de Hidden Village of Konoha's Secret Taijutsu Master Art: A 1000 Years of Pain (Sennen Gurushi). Deze jutsu is het vormen van een tiger handseal en het daarna steken van de twee vingers in de rectale opening van de tegenstander.
De eerste keer dat deze in de serie voorkwam was tijdens de belletjestest: Kakashi schiet Naruto weg nadat hij vervelend begon te worden. Naruto gebruikt deze jutsu later aangepast in het gevecht met Shukaku/Gaara, maar gebruikte een kunai met een 'Exploding Tag' (een klein stuk ontploffend papier) eraan, in plaats van de vingers. Dit blijkt zeer effectief, aangezien dit shukaku's zwakste punt is.